# Charlie Hebdo

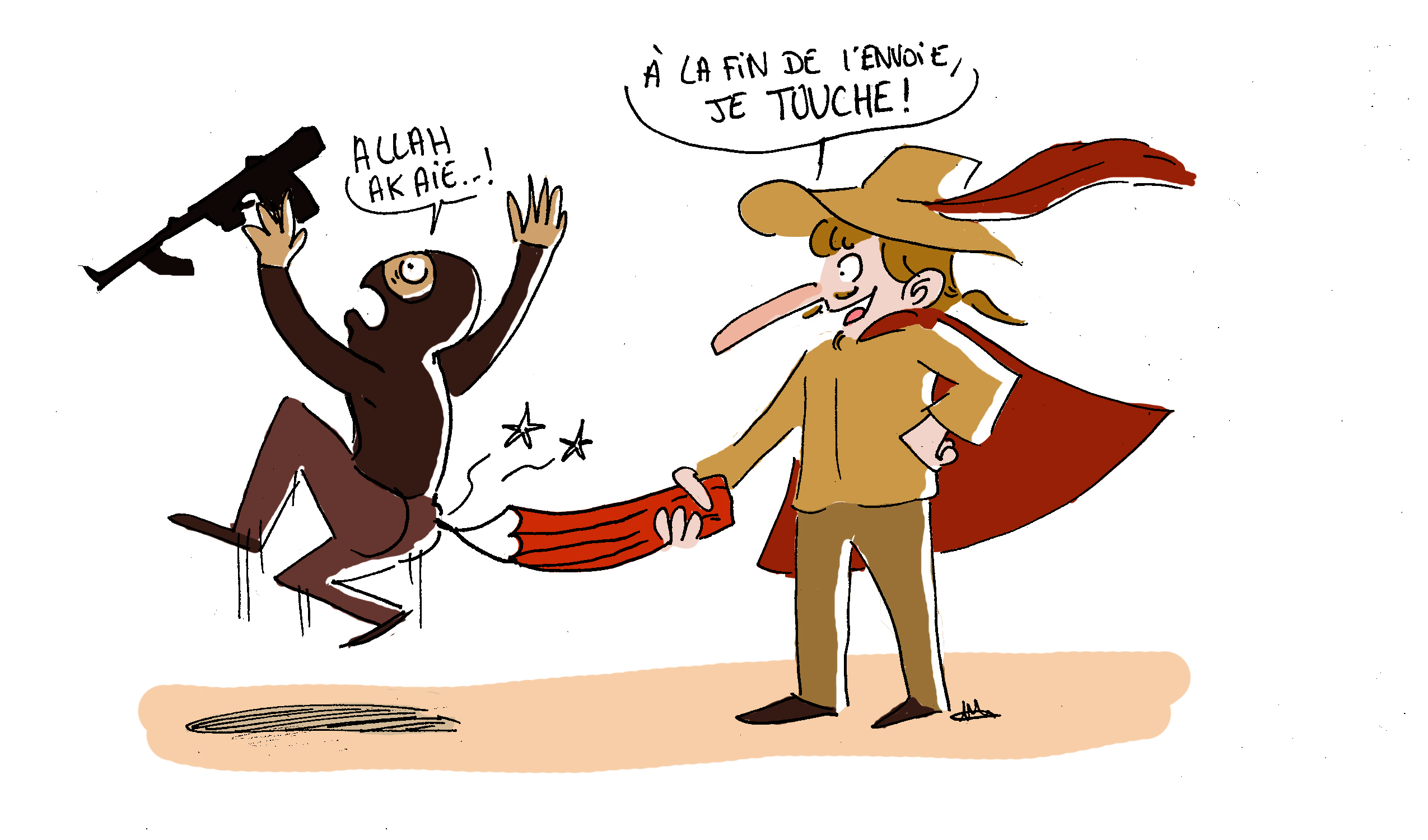
Jedna z wielu karykatur zamieszczanych w Charlie Hebdo.

Charlie Hebdo – francuski tygodnik satyryczny wydawany w Paryżu, ukazujący się co środę. Bogato ilustrowany (zamieszcza wiele karykatur) publikuje również reportaże na temat sekt, prawicy, katolicyzmu, islamu, judaizmu, polityki, kultury itp. Cytując Charba, dyrektora wydawnictwa, redakcja gazety reprezentuje „wszelkie odłamy szeroko rozumianej lewicy, a nawet absenteistów”.
Początki tygodnika sięgają roku 1960, kiedy satyryk Georges Bernier, pisarz Francois Cavanna i rysownik Frederic Orhon Theodore Aristides założyli satyryczny, skandalizujący miesięcznik Hara-Kiri, przekształcony w 1969 na tygodnik Hara-Kiri Hebdo. 16 listopada 1970 tygodnik opublikował na pierwszej stronie skandaliczny nagłówek, wyśmiewający śmierć generała Charles’a de Gaulle’a. Pod tym pozorem, oraz pod zarzutem szerzenia pornografii na Hara-Kiri Hebdo został nałożony zakaz sprzedaży. Tydzień później, 23 listopada 1970 ukazał się pierwszy numer nowego tygodnika Charlie Hebdo, przygotowanego przez zawieszoną redakcję Hara-Kiri.
Atmosfera skandalu spowodowała, że nowy tytuł szybko zyskał popularność. Hara-Kiri Hebdo osiągał tygodniowo 40 tysięcy sprzedanych egzemplarzy. Pod nowym tytułem, jako Charlie Hebdo, pismo sprzedawało się w nakładzie sięgającym 100 tysięcy.
Tytuł znany jest z częstego publikowania karykatur – niekiedy uznawanych za wulgarne –, wyszydzania symboli religijnych chrześcijaństwa, judaizmu i islamu, czego rezultatem były liczne pogróżki ze strony religijnych ekstremistów (zarówno chrześcijańskich, jak i islamskich i judaistycznych) czy też skrajnej prawicy. To na łamach tego tygodnika ironista Philippe Val po raz pierwszy użył ośmieszającego stereotyp określenia „polski hydraulik”, prowokując liczne dyskusje, czym przyczynił się do jego przezwyciężenia.
Imię „Charlie”, zawarte w tytule pisma, pochodzi od imienia jednego z bohaterów komiksu „Fistaszki”, Charliego Browna. Z kolei „Hebdo” to rzeczownik oznaczający „tygodnik” (jest to apokopa przymiotnika „hebdomadaire”, czyli „tygodniowy/cotygodniowy”).

## Zamach
7 stycznia 2015 roku dwaj Francuzi pochodzenia algierskiego, islamiści Saïd i Chérif Kouachi, wdarli się do redakcji tygodnika, zabijając 12 osób (w tym 9 osób pracujących w redakcji, głównie dziennikarzy i rysowników, oraz 2 policjantów) i raniąc 11 osób. Atak był następstwem zatargu redakcji gazety z islamistami. „Charlie Hebdo” znajdował się na celowniku islamskich ekstremistów od lutego 2006 roku, kiedy to przedrukował karykatury Mahometa duńskiego dziennika „Jyllands-Posten” uzupełnione o swoje własne, nowe karykatury islamskiego proroka. Mimo iż w 2011 roku siedziba doszczętnie spłonęła, a dyrektor wydawnictwa Charb wielokrotnie otrzymywał pogróżki i musiał korzystać z policyjnej ochrony, tygodnik nie rezygnował z kontrowersyjnych publikacji.

## Krytyka pisma i protesty
Zamach na redakcję pisma i związany z tym rozgłos spowodował m.in. falę manifestacji krytycznych wobec treści w nim publikowanych. Przeciwko pismu 18 stycznia 2015 roku protestowało tysiące muzułmanów w czeczeńskim Groznym. W Nigrze podczas dwudniowych (18–19 stycznia 2015 roku) antychrześcijańskich i antyfrancuskich zamieszek spłonęło 45 kościołów, 10 osób zginęło, a ponad 300 chrześcijan trafiło pod ochronę wojska. W Pakistanie palono francuskie flagi. Protesty odbyły się także w Afganistanie, a prezydent tego kraju Aszraf Ghani potępił publikowanie karykatur Mahometa. Saudyjska Organizacja Współpracy Islamskiej zapowiedziała złożenie pozwu przeciw "Charlie Hebdo". Obrażanie uczuć innych ludzi na łamach pisma skrytykował także papież Franciszek.
Karykatury Mahometa na okładce Charlie Hebdo z 14 stycznia 2015 roku (było to pierwsze wydanie po zamachu) nie przedrukował m.in. amerykański dziennik "The New York Times" ("NYT"), a redaktor naczelny tego pisma Dean Baquet uznał, że ten rodzaj humoru jest niepotrzebną zniewagą i nie spełnia standardów "NYT".
Została ona natomiast dobrze przyjęta przez część muzułmanów. Hussein Ibish nie widzi w okładce "Charlie Hebdo" niczego złego, uważa ją za odważną i wzruszającą. Według niego "bluźnierstwo jest w oczach tych, którzy ją wygwizdali". Przypomina, że w islamie nie ma zgody co do zakazu reprezentowania Proroka i że w przeszłości pobożni i pełni szacunku muzułmanie przedstawiali go tysiące razy. Stwierdza ponadto, nie ma nic, co jednoznacznie identyfikuje omawiany rysunek jako przedstawienie proroka Mahometa. Dla tych, którzy czują się obrażeni, jest to w pewnym sensie pułapka. Bluźnierstwo popełniać mogą ci, którzy widzą go bardziej nagannym niż jest on w rzeczywistości.